# La strada del perdono/Io, Matia
La strada del perdono/Io, Matia è il primo singolo della cantante italiana Antonella Ruggiero – accreditata come «Matia» –, l'unico prima della nascita dei Matia Bazar, pubblicato dalla Ariston (catalogo AR 0634) nel maggio 1974. Si tratta anche del settimo e ultimo dei J.E.T..

## Il disco
Il 45 giri, pubblicato sotto lo pseudonimo di «Matia», prevede la collaborazione dei J.E.T.; della cui formazione originale sono rimasti i soli Aldo Stellita, Carlo «Bimbo» Marrale e Piero Cassano. Ed è anche il primo (e unico) singolo della band con Paolo Siani – proveniente dai Nuova Idea – che rimpiazza Renzo "Pucci" Cochis alla batteria, nonché realizzato dalla Ariston tra il loro abbandono della Durium e la nascita vera e propria dei Matia Bazar. L'anno dopo, Siani collabora come turnista al primo brano dei Matia Stasera... che sera!.

## I brani

### La strada del perdono
La strada del perdono, presente sul lato A del disco, è il brano che anticipa l'LP Gran Bazar (Matia Bazar, 1977). Il testo è scritto da Aldo Stellita, mentre la musica è composta da Piero Cassano.

### Io, Matia
Io, Matia è il brano presente sul lato B del disco. Si tratta di uno strumentale, caratterizzato da vocalizzi/armonica – entrambi di Antonella Ruggiero – e composto principalmente da Piero Cassano, ma accreditato anche ad Aldo Stellita per i diritti della SIAE. Verrà ripubblicato, l'anno seguente, come retro del singolo d'esordio dei Matia Bazar Stasera... che sera!.

## Tracce
Edizioni musicali Ariston.
1. La strada del perdono – 4:07
2. Io, Matia (strumentale) – 3:50

## Formazione
- Antonella «Matia» Ruggiero – voce solista[10], vocalizzi[11], armonica[11], marimba[11]
- J.E.T.:
  - Piero Cassano – piano acustico[10] ed elettrico[11], cori[10]
  - Carlo «Bimbo» Marrale – chitarra, cori[10]
  - Aldo Stellita – basso, cori[10]
  - Paolo Siani – batteria